# Абрамцево
Абра́мцево — село (до 2004 — дачный посёлок) в городском поселении Хотьково Сергиево-Посадского района Московской области России. Население — 209 чел. (2010).
В селе есть железнодорожные платформы Радонеж и Абрамцево. Село знаменито находящимся в нём музеем-усадьбой (1 км от платформы Абрамцево). Сельская администрация находится в 700 м от платформы Радонеж.

## История
Название Абрамцево образовано от календарного личного имени Абрам (Авраам). Село упоминается в грамоте великого князя Ивана Васильевича в 1494 году как деревня Обрамова. К 1584 году название трансформировалось в Обрамково. В XVIII веке на межевых планах встречаются названия сельцо Аврамова и Абрамково. В XIX веке устоялось современное название.
В 1843 году усадьба Абрамцево была куплена писателем С. Т. Аксаковым. К нему в Абрамцево приезжали Н. В. Гоголь, И. С. Тургенев, Ф. И. Тютчев и другие. В 1870—1900 годах усадьба принадлежала С. И. Мамонтову. В этот период в усадьбе часто бывали и работали многие художники и артисты, входившие в знаменитый мамонтовский кружок — В. Д. Поленов, В. М. Васнецов, В. А. Серов, И. Е. Репин, М. В. Нестеров, И. И. Левитан, М. А. Врубель, Ф. И. Шаляпин, М. Н. Ермолова. В советское время вокруг усадьбы вырос дачный посёлок художников.
С художниками абрамцевского кружка связано возникновение в конце XIX века в окрестностях усадьбы абрамцево-кудринской резьбы по дереву. В первую очередь оно обязано Е. Д. Поленовой, организовавшей в усадьбе С. И. Мамонтова в 1882 году столярно-резчицкую мастерскую, в которой учились и работали резчики из окрестных сёл: Хотьково, Ахтырки, Кудрино, Мутовки. В настоящее время мастеров абрамцевско-кудринской резьбы готовит Абрамцевский художественно-промышленный колледж имени В. М. Васнецова.
С 1936 года в Абрамцеве подолгу жил и писал серию натюрмортов один из основателей «Бубнового валета» — Илья Машков. Часто здесь бывал Пётр Кончаловский.
Во второй половине XX века Абрамцево не перестаёт играть важную роль в художественной жизни. С 1964 года здесь базируется студия Элия Белютина «Новая реальность» — группа художников-абстракционистов, которые своей целью ставили создание новой академии. Здесь с 1964 по 1992 год художники «Новой реальности» проводили выставки своих работ, тогда как официальные площадки были для них недоступны после разгрома Хрущёвым выставки в Манеже, прошедшей в 1962 году.
В 2016 году ФГУП «Почта России» выпустило почтовый блок «Абрамцево. Историко-художественный и литературный музей-заповедник».

## Население
| 1859 | 1926 | 2002 | 2006 | 2010 |
| ---- | ---- | ---- | ---- | ---- |
| 15   | ↗45  | ↗238 | ↘235 | ↘209 |

## Известные уроженцы
- Наумова, Римма Павловна (1933—2013) — советский и российский учёный-биолог, педагог, специалист в области физиологии и биохимии микроорганизмов, доктор биологических наук (1985), профессор (1992).

## Достопримечательности
- Главное здание усадьбы (XVIII в.)
- Небольшая Церковь Спаса Нерукотворного Образа, построенная в 1881—1883 годах архитектором П. М. Самариным по рисунку В. М. Васнецова
- «Избушка на курьих ножках»
- «Майоликовый диван»
- Усадебный парк
- Дача-студия «Новая реальность»